# Наследов, Дмитрий Николаевич
Дми́трий Никола́евич Насле́дов (12 августа 1903, Киев — 08.01.1975) — советский физик, лауреат Ленинской премии и Государственной премии СССР.

## Биография
Учился в Киевской гимназии Общества родителей и преподавателей (окончил 7 классов в 1920 г.). В 1920—1921 гг. служил в РККА (батальон связи Киевского укрепрайона).
В 1921 г. поступил в Киевский политехнический институт на химический факультет, потом перевёлся в институт народного образования на физическое отделение физико-математического факультета, которое окончил в конце 1924 года.
С 1 февраля 1925 г. работал в Киевском Рентгеновском институте: рентгенофизик физического отдела, старший физик (1927), зав. лабораторией дозиметрии рентгеновских лучей (1928—1930), учёный секретарь (1929—1930). Одновременно читал для сотрудников лекции по физике рентгеновских лучей, руководил аспирантами и преподавал электрофизику на курсах повышения врачей-физиотерапевтов.
С сентября 1930 г. — в Ленинградском политехническом институте: старший инженер-физик, зав. отделением общей физики.
С 1935 г. кандидат физико-математических наук, доцент ЛФТИ и профессор Ленинградского индустриального института.
С 1937 по 1939 г. зав. лабораторией № 16 НИИ № 8 Наркомата оборонной промышленности.
С 1939 г. зачислен на службу в РККА на должность зав. кафедрой физики в Военной электротехнической академии. Одновременно продолжал преподавать — и с 1937 года до дня смерти заведовал кафедрой экспериментальной физики Ленинградского политехнического института (его предшественниками на этой должности были В. В. Скобельцын и А. Ф. Иоффе, а преемниками Ю. И. Уханов и В. Ф. Мастеров).
В 1940 г. защитил докторскую диссертацию «Электрические свойства полупроводников».
В 1941—1943 в эвакуации в Томске.
В 1947 г. уволен с военной службы и назначен заместителем директора ЛФТИ (до 1957).
Ленинская премия 1964 года — за участие в фундаментальных исследованиях, приведших к созданию полупроводникового квантового генератора.
Государственная премия СССР 1974 года.
Награждён орденами Ленина (1953), Красной Звезды (1944) и многими медалями. Заслуженный деятель науки и техники РСФСР (1964).
Автор книги «Полупроводники», 1959 г.
Скоропостижно умер 8 января 1975 г. от ишемической болезни сердца.